# Лайонс, Джон
Джон Лайонс (англ. John Lions, 19 января 1937, Сидней, Австралия — 5 декабря 1998, Сидней) — австралийский учёный и преподаватель в области компьютерных наук. Широко известен как автор «Комментариев к 6-й версии UNIX, с исходным кодом» (англ. Lions' Commentary on UNIX 6th Edition, with Source Code)

## Биография
Джон Лайонс окончил с отличием Университет Сиднея в 1959 году. Он запросил и получил стипендию на исследования в Кембриджском университете, где получил докторскую степень по теории автоматического управления в 1963 году. После получения степени работал в консультационной фирме KSC Ltd в Торонто (Канада). В 1967 году недолго работал в Университете Далхаузи в Галифаксе (Канада) прежде чем приступить к работе системного аналитика в фирме Burroughs в Лос-Анджелесе (США).
В 1972 году вернулся в Сидней и стал старшим преподавателем в департаменте компьютерных наук в Университете Нового Южного Уэльса. В 1980 году стал ассоциированным профессором (доцентом) и, за исключением повышений квалификации в 1978, 1983 и 1989 годах в Bell Laboratories, преподавал до выхода на пенсию в 1995 году по состоянию здоровья.

### Личная жизнь
Джон Лайонс был женат на Марианне и имел двух детей, Катерину и Элизабет.

## Достижения
- Его наиболее известная работа, книга Лайонса, была написана как конспекты к читаемому им курсу по операционным системам.
- Лайонс организовал Австралийская группа пользователей UNIX|Австралийскую группу пользователей UNIX и был её президентом с 1984 по 1986 год.
- Лайонс был среди организаторов ежегодных Австралийских конференций по компьютерным наукам (англ. Australian Computer Science Conference) и редактором Австралийского компьютерного журнала (англ. Australian Computer Journal) более 6 лет и стал почётным членом Австралийского компьютерного общества (англ.).

## Оценки
Кен Томпсон в 1996 году сказал о книге Лайонса:

Сегодня, спустя 20 лет, она остается лучшим объяснением работы 'реальной' операционной системы.

## Посмертные почести

### Кафедра Джона Лайонса по компьютерным наукам
После смерти Джона Лайонса, Джон О’Брайен (John O’Brien), Стив Дженкин (Steve Jenkin), Крис Молтби (Chris Maltby) и Грэг Роз (Greg Rose), бывшие студенты Лайонса, начали сбор средств на создание кафедры его имени в Университете Нового Южного Уэльса: Кафедра операционных систем имени Джона Лайонса. При поддержке многих выпускников университета, компьютерных фирм, Usenix, Linux Australia, кафедра была создана в 2006 году, став первой кафедрой Университета Нового Южного Уэльса, финансируемой взносами выпускников. В 2009 году Гернот Хейзер (Gernot Heiser) вступил в должность первого лайнсовского профессора.

### Сад Джона Лайонса
В 2002 году сад перед новым зданием инженерного факультета и факультета компьютерных наук, был назван в память Джона Лайонса (John Lions' Garden).

## Список работ
- Commentary on UNIX 6th Edition, with Source Code — University of South New Wales, 1976